# Ngasem (Ngasem)
Ngasem is een bestuurslaag in het regentschap Bojonegoro van de provincie Oost-Java, Indonesië. Ngasem telt 3670 inwoners (volkstelling 2010).